# Lista de bispos da diocese de Castellaneta
A seguir, uma lista de bispos da Diocese de Castellaneta, Itália.
- Teobaldo (1071)
- Giovanni I. (1088)
- Amuri (1100)
- Nicola (1110)
- Roberto (1196)
- Santoro (1220)
- Marco (1226)
- Biagio (1258)
- Pietro (1282)
- Giovanni II., O.F.M. (1283???)
- Boemondo (1297???)
- Angelo (1310???)
- Teobaldo (1319–1342)
- Pietro de Baia (1343???)
- Tommaso da Sulmona (1363–???)
- Benedetto Andrighelli (1381–1385)
- Bartolomeo da Siena (1386–1396)
- Benedetto (1396–???)
- Roberto de Gratiano (1407–1418)
- Francesco Arcamono (1418–1424)
- Bartolomeo di Stefano da Castellaneta (1424–1431)
- Gregorio Restio (1431–1443)
- Teodoro (1443–???)
- Eustachio da Massafra (1447–1459)
- Giovanni Francesco Orsini (1459–???)
- Antonio de Pirro (1477–1494)
- Alfonso Galliego (1494–???)
- Marco Antonio Fiodo (1517–1536)
- Giovan Pietro Santoro (1536)
- Bartolomeo Sirigo jr. (1536–1544)
- Bartolomeo Sirigo sr. (1545–1577)
- Giovan Luigi de Benedictis (1577–1584)
- Bernardo de Benedictis (1585–1607)
- Aurelio Averoldi (1607–1617)
- Antonio de Mattheis (1618–1635)
- Ascenzio Guerrieri (1635–1645)
- Angelo Melchiorre (1645–1650)
- Carlo Antonio Agudio (1650–1673)
- Carlo Falconi (1673–1675)
- Domenico Antonio Bernardini (1677–1698)
- Onofrio Montesoro (1696–1722)
- Luigi Maria de Dura (1723–1724)
- Bonaventura Blasio (1724–1733)
- Massenzio dei Conti Filo (1733–1763)
- Giovan Filippo Leonardo Vitetti (1764–1778)
- Gioacchino Vassetta (1792–1793)
- Vincenzo Castro (1797–1800)
  - Giuseppe Capocelatro (1800–1818) (admin.apostólico, depois arcebispo de Tarento)
- Salvatore Lettieri (1818–1826)
- Pietro dei Baroni Lepore (1827–1851)
- Kardinal Bartolomeo D'Avanzo (1852–1872)
- Mariano Postano (1873–1980)
- Gaetano dei Baroni Bacile (1880–1986)
- Giocondo de Nittis, O.F.M. (1886–1908)
  - Giuseppe Ricciardi (1908) (admin., depois bispo de Nardò)
  - Antonio Lamberti (1908–1910) (admin., depois bispo de Conversano)
- Federico de Martino (1909)
- Agostino Laera (1910–1931)
- Francesco Potenza (1931–1958)
  - Guglielmo Motolese (1956–1957) (admin., depois bispo de Estime)
  - Giacomo Palombella (1957–1958) (admin, depois arcebispo de Matera)
- Nicola Riezzo (1958–1969) (depois arcebispo de Otranto)
  - Guglielmo Motolese (1969–1974) (administrador)
  - Cleto Bellucci (vicário-geral)
- Guglielmo Motolese (1974–1980) (depois arcebispo de Taranto)
- Francesco Voto (1980–1982)
- Ennio Appignanesi (1983–1985)
- Martino Scarafile (1985–2003)
- Pietro Maria Fragnelli (2003–…)